# Wolfgang Wessnitzer
Wolfgang Wessnitzer, född omkring 1617, död 1697. Tysk organist och koralkompositör som i Den svenska psalmboken 1986 är representerad med en koral som används till tre, ibland fyra psalmer: (nr 69, 494 och 504, ibland även 81). Även sången Tack, o Jesus, att du låter ur Svensk Söndagsskolsångbok 1929 sjungs till samma melodi.

## Koraler
- Glad jag städse vill bekänna (1986 nr 69), tonsatt 1661.
- Herre, samla oss nu alla (ibland används melodin till "Glad jag städse...")
- Morgonrodnaden skall väcka (1986 nr 494), tonsatt 1661.
- Nu i tysta skuggan fången (1986 nr 504), tonsatt 1661.
- Tack, o Jesus, att du låter, tonsatt 1661.